# さくらパンダ
さくらパンダは、大丸松坂屋百貨店の公式マスコットキャラクター。

## 概要
2007年（平成19年）3月、松坂屋上野店の50年ぶりとなるリニューアルオープンと共に誕生。上野公園のサクラと上野動物園のパンダをモチーフとしており、パンダの黒い体毛部分にサクラ柄がデザインされているのが特徴で、口癖は「まつぅ」。
もともとは松坂屋上野店の広告用のキャラクターとして誕生したが、ライセンス事業を開始したことで、ボランティア団体「ぱんだの会」のシンボルマークや映画・舞台『余命1ヶ月の花嫁』のオフィシャルキャラクターとしても利用されている。
大丸松坂屋百貨店の発足後は、大丸京都店のマスコットであった「デッチーくん」とともに、同社のイメージキャラクターになった。また、同百貨店の提携クレジットカードのデザインにも採用されている。
このほか、ライバルキャラクターに「よざくらパンダ」がおり、さくらパンダがサクラ柄（ピンク）なのに対して、よざくらパンダは夜桜柄（黒）になっている。